# (5927) 1938 HA
(5927) 1938 HA là một tiểu hành tinh vành đai chính. Nó được phát hiện bởi Wilhelm Dieckvoss ở Đài thiên văn Hamburg-Bergedorf ở Hamburg, Germany, ngày 19 tháng 4 năm 1938.